# Can Guardiola (Argentona)
Can Guardiola és una obra d'Argentona (Maresme) protegida com a Bé Cultural d'Interès Local.

## Descripció
Es tracta d'un xalet racionalista de planta rectangular, de planta baixa i pis situat al municipi d'Argentona, a la comarca del Maresme. Estructuralment, la casa és una barreja de parets de càrrega, bigues de formigó i pilars d'acer vistos. Aquest aspecte sobri contrasta amb la volumetria i colors que remeten als ideals del moviment modern.
L'immoble s'ubica en un solar pla limitat, pel carrer al vessant nord i per un jardí al sud.
A la façana de migdia té grans finestrals amb gelosies. La resta de façanes presenten poques obertures.
A la planta baixa es troba un espai obert a l'exterior. Les formes fluctuants i la connexió visual permeten unir l'interior amb el jardí. En aquesta planta hi ha cuina, reformada, el menjador i altres petites estances. La planta superior està destinada a dormitoris. Es divideix en dues parts, paleses en la volumetria exterior. Una part acull els dormitoris dels propietaris i els seus convidats. L'altre, separada per una escala, té les habitacions dels nets i dels fills.
La casa no ha tingut cap reforma important des de la seva construcció, mantenint així el seu aspecte sobri. Actualment està habitada per la família original.

## Història
La casa va ser construïda per a un oncle d'Oriol Bohigas. En el moment de la construcció de Can Guardiola, els arquitectes estaven molt implicats en el Grup R, cercant el restabliment d'una connexió amb els ideals arquitectònics de la República previs a la Guerra Civil. És aquest el motiu pel qual les formes cúbiques i els colors primaris són la base de l'immoble.